# Gelagna succincta
Gelagna succincta is een slakkensoort uit de familie Cymatiidae. De wetenschappelijke naam van de soort werd gepubliceerd in 1771 door Carl Linnaeus als Murex succinctus.